# Le Babouin et la Babouine

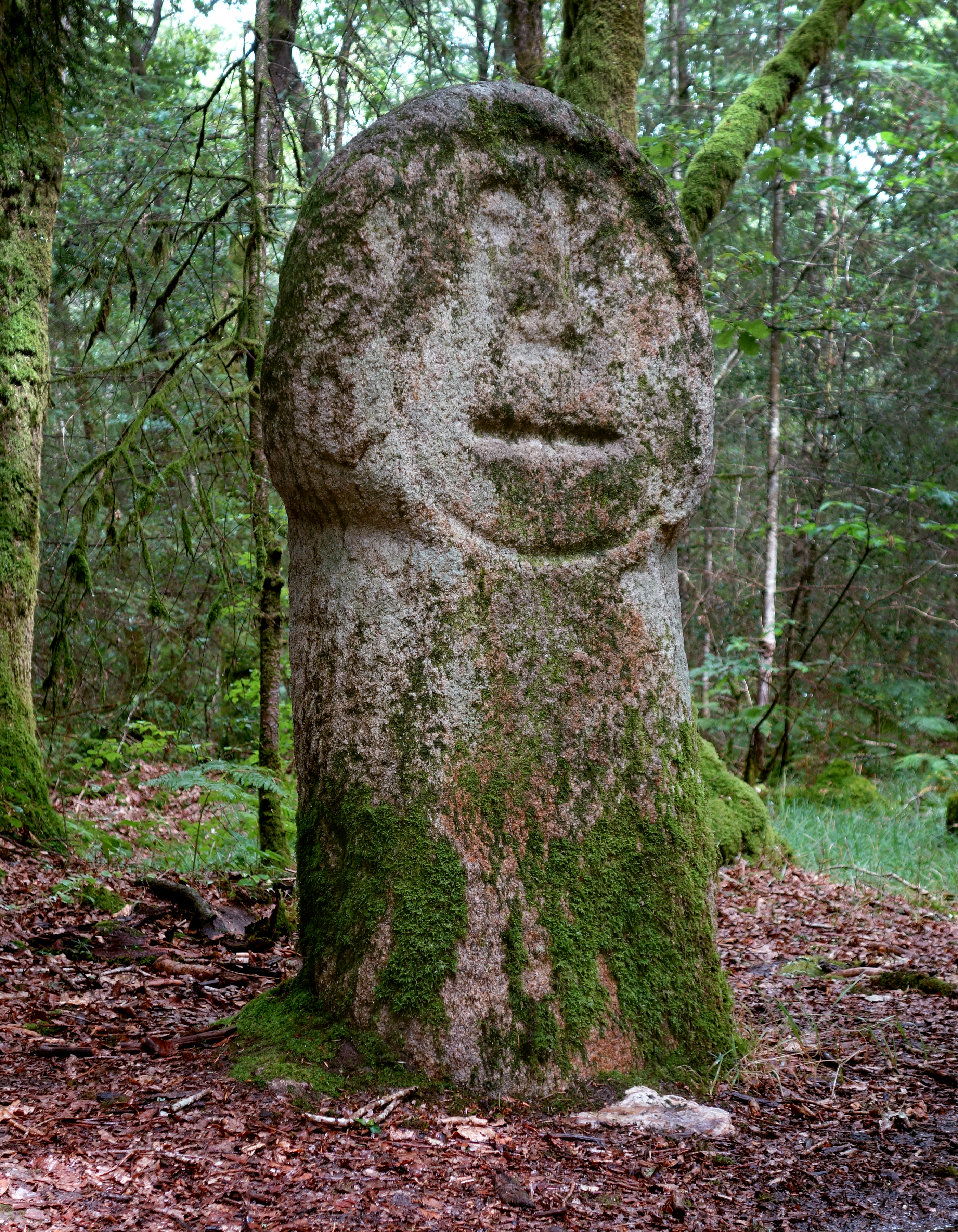
„Le Babouin“

Le Babouin et la Babouine (oder Jean Babouin et Jeanne Babouine) sind zwei mit Skulpturen versehene Menhire im Wald von Lanvaux, etwa 500 m südöstlich des Weilers Le Lerman südöstlich von Trédion im Département Morbihan in der Bretagne in Frankreich. Die Menhire stammen aus der Jungsteinzeit und wurden später skulptiert, eventuell in gallischer Zeit oder danach, und sind daher keine Statuenmenhire im klassischen Sinne.

## Beschreibung
Der Menhir Babouin (deutsch Pavian) ist etwa 1,45 m hoch. Sein oberer Teil trägt ein Gesicht von 65 cm Durchmesser umgeben von einem Kreis mit Blick nach Süden. Die Größe und Form des Menhirs wurde verändert, um das Gesicht aufzubringen; es ist wahrscheinlich, dass die Gravur nach seiner Aufstellung erfolgte. Babouin könnte ursprünglich einen Phallus symbolisiert haben. Er befindet sich etwa 20,0 m östlich seiner Begleiterin.
Der Menhir Babouine (deutsch Pavianin) ist etwa 3,25 m hoch und leicht geneigt. Sein oberer Teil trägt ein abgewittertes Gesicht, Brüste und eine Halskette. Der Stein wurde in eine seltsame dreistufige Zylinderform geschnitten und irgendwann nach 1862 begradigt. Er könnte eine Fruchtbarkeitsgöttin symbolisieren.
Die Menhire wurden 1933 als Monument historique eingestuft.